# Sportanlage Leitawies
Sportanlange Leitawies es un estadio de fútbol ubicado en Triesenberg, Liechtenstein. Es el estadio del FC Triesenberg y tiene capacidad para 800 personas compuestas por 400 asientos y 400 lugares de pie.